# Apulco
Apulco é um município do estado de Zacatecas, no México.